# Caecidotea barri
Caecidotea barri – gatunek skorupiaka z rodziny ośliczkowatych (Asellidae), endemiczny dla stanu Kentucky w Stanach Zjednoczonych.

## Status
W Czerwonej księdze gatunków zagrożonych IUCN Caecidotea barri klasyfikowany jest jako gatunek zagrożony (EN, Endangered).